# Sage
Eine Sage (von althochdeutsch saga, „Gesagtes“; Prägung durch die Brüder Grimm) ist, dem Märchen und der Legende ähnlich, eine zunächst auf mündlicher Überlieferung basierende, kurze Erzählung von fantastischen, die Wirklichkeit übersteigenden Ereignissen. Da diese mit realen Begebenheiten, Personen- und Ortsangaben verbunden werden, entsteht der Eindruck eines Wahrheitsberichts. Die ursprünglichen Verfasser sind in der Regel unbekannt, im Gegensatz zu den Sammlern und Herausgebern, welche die schriftlich fixierten Fassungen oft inhaltlich und sprachlich bearbeitet und literarisch geformt haben. Stoffe und Motive werden häufig von anderen Völkern und Kulturen übernommen (Wandersagen) und mit landschaftlichen und zeitbedingten Eigentümlichkeiten und Anspielungen vermischt.

## Begriffsbestimmung und Einordnung

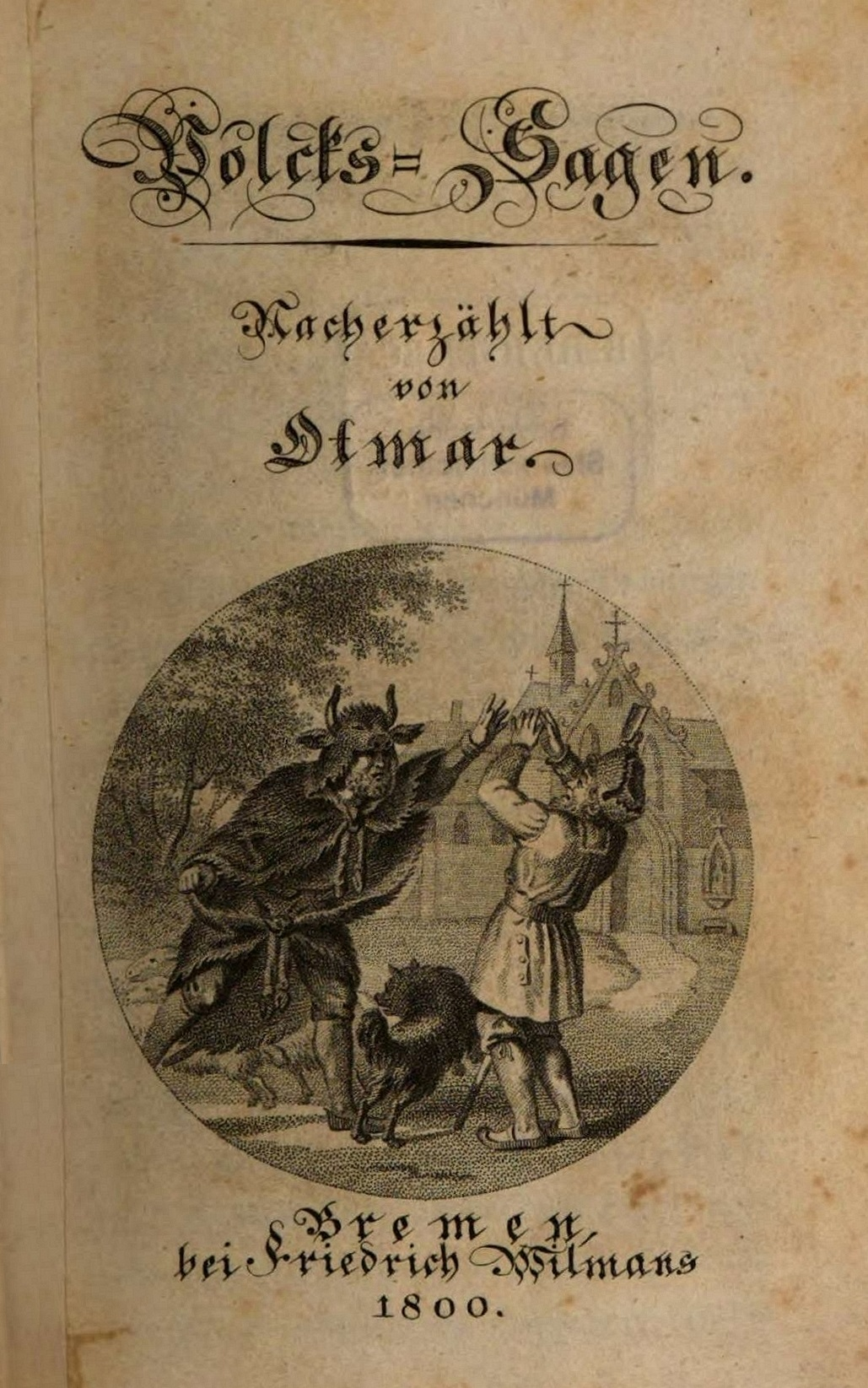
Johann Karl Christoph Nachtigals Volcks-Sagen von 1800 gelten als früheste deutsche Sagensammlung.

Entscheidend wurde der Begriff der Sage durch die Brüder Grimm geprägt. Das Deutsche Wörterbuch spricht von der „Kunde von Ereignissen der Vergangenheit, welche einer historischen Beglaubigung entbehrt“ und von „naiver Geschichtserzählung und Überlieferung, die bei ihrer Wanderung von Geschlecht zu Geschlecht durch das dichterische Vermögen des Volksgemüthes umgestaltet wurde“. Dabei greifen subjektive Wahrnehmung und objektives Geschehen so ineinander, dass übernatürliche, unglaubhafte Begebenheiten zum Wesenskern der Sage werden. So gehört wie im Märchen die Vermenschlichung von Pflanzen und Tieren zur Sagenwelt, aber auch übernatürliche Wesen wie Elfen, Zwerge und Riesen zählen dazu und ebenso kommt es oft zur Benennung eines Helden. Jedoch anders als beim zeitlosen Märchen („Es war einmal …“) mit den allgemeinen Ortsangaben (Wald, Brunnen) und dem typisierten Personal (Prinzessin, Stiefmutter) sind tatsächliche Ereignisse, Lokalitäten und Persönlichkeiten, die im Weiteren fantastisch ausgeschmückt und umgestaltet werden, Anlass für die Erzählung. Damit steht der Realitätsanspruch der Sage über dem des Märchens.

## Formen
Stark generalisiert kann man thematisch drei Zentren unterscheiden, die sich in vielfältiger Weise verzweigen und miteinander vermischen:
- Die Göttersagen oder Mythen erzählen die Entstehung der Welt, das System beispielsweise der griechischen bzw. germanischen Götterwelt, ihre Kämpfe um die Herrschaft, ihre Rollen und Zuständigkeiten für Naturkräfte und ihre Beziehung zur Menschenwelt, in die sie unterstützend oder feindlich eingreifen.
- Die Heldensage konzentriert sich auf berühmte Herrscherfamilien, ihre Machtpolitik und ihre kriegerischen Auseinandersetzungen. Germanische Heldensagen z. B. der Völkerwanderungszeit bilden oft Sagenkreise um einzelne Persönlichkeiten (Dietrich von Bern, Siegfried, Kudrun oder Wieland der Schmied). Deren Stoffe und Protagonisten sind Kern einer zum Heldenlied ausgestalteten und erweiterten Handlung, wie das (Hildebrandslied, Atlilied) bzw. Heldenepos (Waltharius, Nibelungenlied, Gudrunlied).
- Das Personal der sprachlich einfachen Volkssage agiert zumeist an Handlungsorten der Alltagswelt und in einer von, in Relation zur Göttersage, kleinen Naturgeistern wie Feen und Zwergen, aber auch dämonischen Kräften (Drachen, Zauberer, Baumnymphen usw.) bewohnten und beseelten Natur.

Ein Charakteristikum der Volkssage, teilweise auch der beiden anderen Themenkreise, ist die Überlagerung von Lokalsage, Natursage und ortsgebundener bzw. regionaler Geschichtssage mit dem Aspekt der Erklärung (Ätiologische Sagen):
- Ätiologische Sagen erläutern, wieso beispielsweise eine Felsgruppe (Teufelsstein, Wildfrauhaus im Odenwald) oder eine Landzunge am Havelufer (Schildhorn) ihren Namen erhielt, wie sich eine typische landschaftliche Formation gebildet hat (z. B. ein Felsenmeer durch sich mit Steinblöcken bekämpfende Riesen), wie es dazu kam, dass eine Burg an einem bestimmten Platz (Minneberg am Neckar) gebaut und nach ihm benannt wurde oder warum der größte Binnensee Chinas Bosten-See heißt.
- Natursagen erzählen, oft in Kombination mit Lokalsagen, von Naturgeistern wie Wassernymphen (beispielsweise Loreley, als Fuchs auftauchender Wassergeist bei Niedernhausen, Meerweiblein in den Meerwiesen von Walldürn) bzw. dämonischen Wesen (z. B. tötet Ritter Georg in der Nähe des Frankensteins den menschenfressenden Lindwurm) oder geheimnisvollen Begebenheiten und Geistererscheinungen auf einer Burg (wie auf dem Auerbacher Schloss) oder in der nächtlichen Landschaft (die Geister-Nonnen nahe dem Kloster Steinbach).
- Bekannte Beispiele von Geschichtssagen, die ein historisches Ereignis verarbeiten, sind der Rattenfänger von Hameln und die Blondelsage. Andere Erzählungen u. a. von Rittern und ihren Frauen (Georg von Frankenstein und Annemariechen, Kynastsage um die schöne Kunigunde, der Kollenberger und der Graf von Wertheim) greifen oft lediglich historische Namen und eine Burg als Bezugsort auf und gestalten die Handlung frei.

## Moderne Sagen
Die Entwicklung der Sage als literarische Form ist nicht, wie die oben genannten Beispiele vermuten lassen, abgeschlossen. In der Zeit der Romantik entstand in Weiterführung der tradierten Stoffe und Motive u. a. durch Clemens Brentano und Achim von Arnim, die Form der Kunstsage, wobei manche der damals entstandenen Erzählungen heute allgemein für tatsächlich alte Sagen gehalten werden (z. B. die Erzählung von der Loreley). Bei bekannten Verfassern wie etwa Brentano und von Arnim ist die spätere Entstehungszeit einer solchen Sage zwar meist genau belegbar, in vielen Fällen jedoch nicht – wenn etwa ein unbedeutender oder auch völlig unbekannter Verfasser in der ersten Hälfte des 19. Jahrhunderts eine angeblich alte Sage publizierte, bleibt oftmals nur festzuhalten, dass es keine früheren Belege gibt, was zwar Zweifel am Alter weckt, aber auch kein Beleg für die spätere Entstehung ist.
In der Gegenwart des Medienzeitalters entwickelt sich eine urbane Moderne Sage (urban legend), die häufig als schauermärchenartige Wandererzählung (Hoax) anonym über E-Mail und Facebook verbreitet wird. Sie variiert in aktualisierter Form bekannte Sagenstoffe zu den Angst-Themen Tod, Krankheit, Krieg, Wahnsinn, Verbrechen... und suggeriert durch Quellenangaben („Friend of a friend tales“) Glaubwürdigkeit.